# 藤堂高朶
藤堂 高朶（とうどう たかえだ）は、江戸時代中期から後期の大名。伊勢久居藩の第8代藩主。久居藩藤堂家8代。久居陣屋の主。

## 生涯
延享3年（1746年）8月18日、伊勢津藩主・藤堂高豊の次男として津で生まれる。明和7年（1770年）9月7日、久居藩主だった兄の高敦が高嶷と改名して本家津藩主として転任したため、その跡を継いで久居藩主となった。12月16日に叙任する。
甲州河川の手伝い普請や勅使の接待役などを務めたが、そのために藩は財政難で苦しんだ。安永4年（1775年）12月28日、弟で養嗣子の高興に家督を譲って隠居する。その後は茶道や歌道など、文化生活を送ったという。

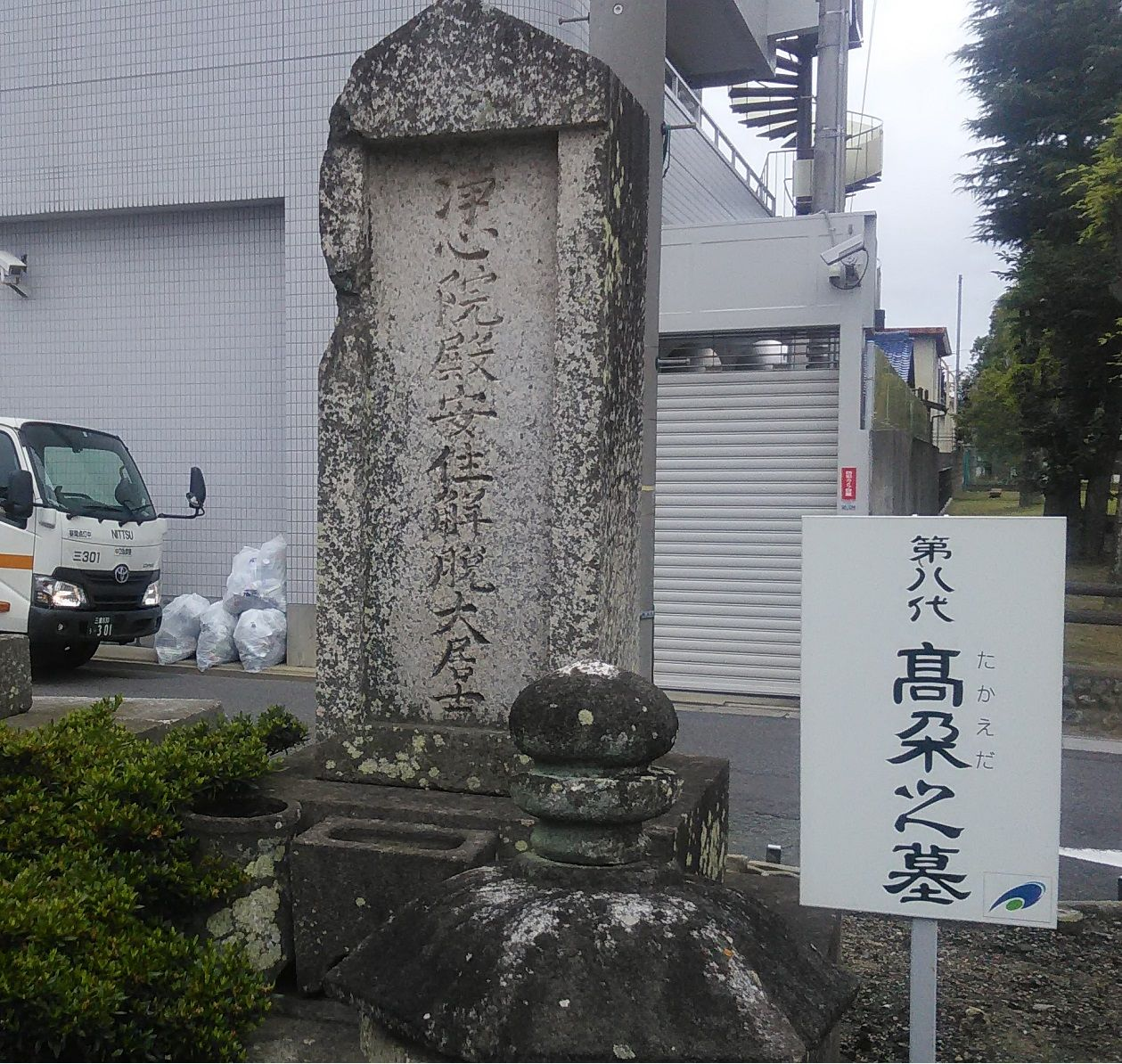
藤堂高朶の墓(津市寒松院)

享和元年（1801年）11月25日、久居で死去した。享年56。

## 系譜
父母
- 藤堂高豊（父）
- 前野氏 − 側室（母）

養子
- 藤堂高興 − 実弟